# 오페레타
오페레타(Operetta)는 대사와 춤, 오케스트라가 있는 오페라이다. 오페레타는 이탈리아어 그대로 "작은 오페라"를 의미한다. 그러나 이탈리아에서는 이 이름의 형식은 거의 발전하지 않고, 오늘날 상연되는 것은 대부분이 독일어 작품, 프랑스 작품이다. 모차르트가 자작의 희극 작품을 오페레타라고 칭한 편지 등도 남아 있지만 이것은 문자 그대로 '작은 오페라'라는 의미이며, 오늘날 일반적으로 "오페레타"는 "오페라"의 다른 독자적인 장르로 설립 된 이후 오펜바흐, 요한 슈트라우스의 계통에 속하는 작품을 "오페레타"라고 부른다.

## 같이 보기
- 뮤지컬